# Bakal
Bakal (russisch Бака́л) ist eine russische Stadt in der Oblast Tscheljabinsk mit 20.940 Einwohnern (Stand 14. Oktober 2010).

## Geografie
Die Stadt liegt an der Westflanke des Südlichen Ural zwischen den Bergkämmen Suleja und Bolschaja Suka, etwa 260 km westlich der Oblasthauptstadt Tscheljabinsk.
Bakal gehört zum Rajon Satka.
Eine 52 Kilometer lange Zweigstrecke verbindet die Stadt mit Satka sowie mit der Station Berdjausch (Streckenkilometer 1890 ab Moskau) am südlichen Zweig (Moskau – Samara – Tscheljabinsk – Omsk) der Transsibirischen Eisenbahn. Wenige Kilometer südlich von Bakal verläuft die Fernstraße M5 Moskau – Tscheljabinsk.

## Geschichte
Bakal entstand 1757 als Bergarbeitersiedlung bei der Eisenerzlagerstätte am Oberlauf des gleichnamigen Flüsschens. Am 25. Oktober 1951 erhielt der Ort Stadtrecht.

### Bevölkerungsentwicklung
| Jahr | Einwohner |
| ---- | --------- |
| 1939 | 6.307     |
| 1959 | 29.419    |
| 1970 | 27.385    |
| 1979 | 26.820    |
| 1989 | 24.101    |
| 2002 | 22.314    |
| 2010 | 20.940    |

Anmerkung: Volkszählungsdaten

## Kultur und Sehenswürdigkeiten
In Bakal gibt es ein Geschichts- und Heimatmuseum, welches hauptsächlich der 250-jährigen Bergbautradition des Ortes gewidmet ist.

## Wirtschaft
Bakal ist eines der Zentren der Eisenerzförderung im Südural mit mehreren Tagebauen und Schächten. Mehrheitseigner des Unternehmens ist das Magnitogorsker Metallurgische Kombinat. Daneben gibt es Betriebe des Maschinenbaus (Bergbautechnik) und der Baumaterialienwirtschaft (Schotter).

## Söhne und Töchter der Stadt
- Rajissa Bohatyrjowa (* 1953), ukrainische Politikerin